# Шарлотта, принцеса Уельська
Принцеса Шарлотта Єлизавета Діана Уельська (англ. Princess Charlotte of Wales; нар. 2 травня 2015) — член британської королівської сім'ї, п'ята правнучка королеви Єлизавети II, друга онука Чарльза III і принцеси Уельської Діани, друга дитина принца Уельського Вільяма і принцеси Уельської Кетрін.
На момент народження зайняла четверте місце в лінії спадкоємства британського престолу.

## Народження
Відомості про другу вагітність герцогині Кембриджської були підтверджені офіційним представником королівського двору 8 вересня 2014 року. 20 жовтня 2014 року на офіційному сайті подружжя було оголошено про те, що друга дитина Вільяма і Кетрін з'явиться на світ у квітні 2015 року.
9 квітня 2015 року стало відомо, що дитина народиться в Лондоні, в лікарні Святої Марії, де народилися її брат, батько і дядько. За даними букмекерських контор на ранок 24 квітня, істотна частина британців була впевнена, що поява на світ нового члена королівської сім'ї відбудеться 24 або 25 квітня. Проте цього не сталося. Наступною можливою датою було 29 квітня.
Герцогиня Кембриджська народила дочку 2 травня о 8.34 ранку в присутності чоловіка. При народженні була зафіксована вага 8 фунтів 3 унції (3,71 кг).

## Титул
Шарлотта — британська принцеса з офіційним ім'ям та титулом «Її Королівська Високість Принцеса Шарлотта Уельська».  До того, як 9 вересня 2022 року її батька було призначено принцом Уельським, Шарлотту називали «Її Королівська Високість Принцеса Шарлотта Кембриджська».

## Ім'я
Принц Вільям ушанував в імені своєї дочки Шарлотти Єлизавети Діани свою матір Діану Спенсер.

## Престолонаступництво
Шарлотта є третьою в черзі успадкування британського престолу після свого батька та старшого брата Джорджа. У зв'язку з виконанням Пертської угоди, яка замінила чоловіче першородство на абсолютне первородство, вона не перейшла по лінії спадкоємства після народження свого молодшого брата, принца Луї, у квітні 2018 року; що зробило її першою британською принцесою, що стоїть вище за брата в лінії спадкоємства.